# Gompholobium glabratum
Espèce
Classification APG II (2003)
Statut de conservation UICN

 LC  : Préoccupation mineure
Gompholobium glabratum est une espèce de plantes à fleurs de la famille des Fabaceae. C'est un petit arbuste endémique au sud-est de l'Australie.
Il pousse dans les landes ou les bois d'eucalyptus aux sols gréseux. L'épithète spécifique glabratum fait référence à son calice glabre.
Il mesure moins de 40 cm de haut. Les feuilles sont étroites, pennées, généralement à cinq folioles lancéolés. La floraison a lieu au printemps, avec de jolies fleurs jaune citron. Le fruit ovoïde mesure 8 à 10 mm de long.
Cette plante est apparue dans la littérature scientifique dans les années 1825, dans le Prodromus Regni Systematis Naturalis vegetabilis du  botaniste suisse Augustin Pyrame de Candolle.